# لي ولز
لي ولز (بالإنجليزية: Lee Wells)‏ هو فنان أمريكي، ولد في 1971.